# Preoccupazione

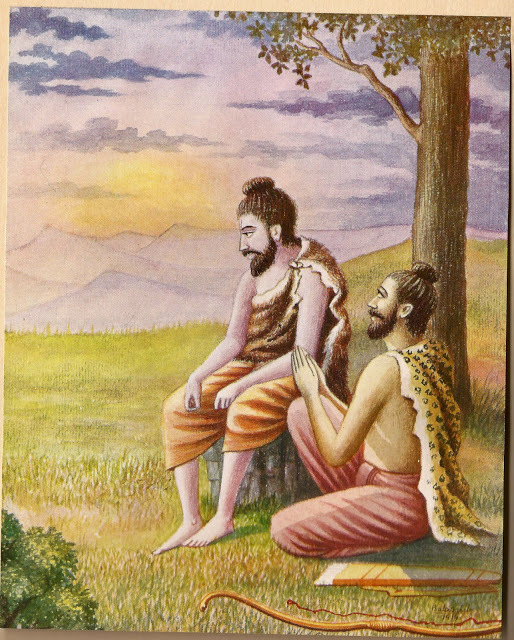
Una rappresentazione di Rama nel Ramayana. Preoccupato per sua moglie Sita, è consolato da suo fratello Lakshmana

La preoccupazione si riferisce ai pensieri, alle immagini, alle emozioni e alle azioni di natura negativa ripetute e incontrollabili che derivano da un'analisi proattiva del rischio cognitivo fatta per evitare o risolvere potenziali minacce previste e le loro potenziali conseguenze.

## Introduzione

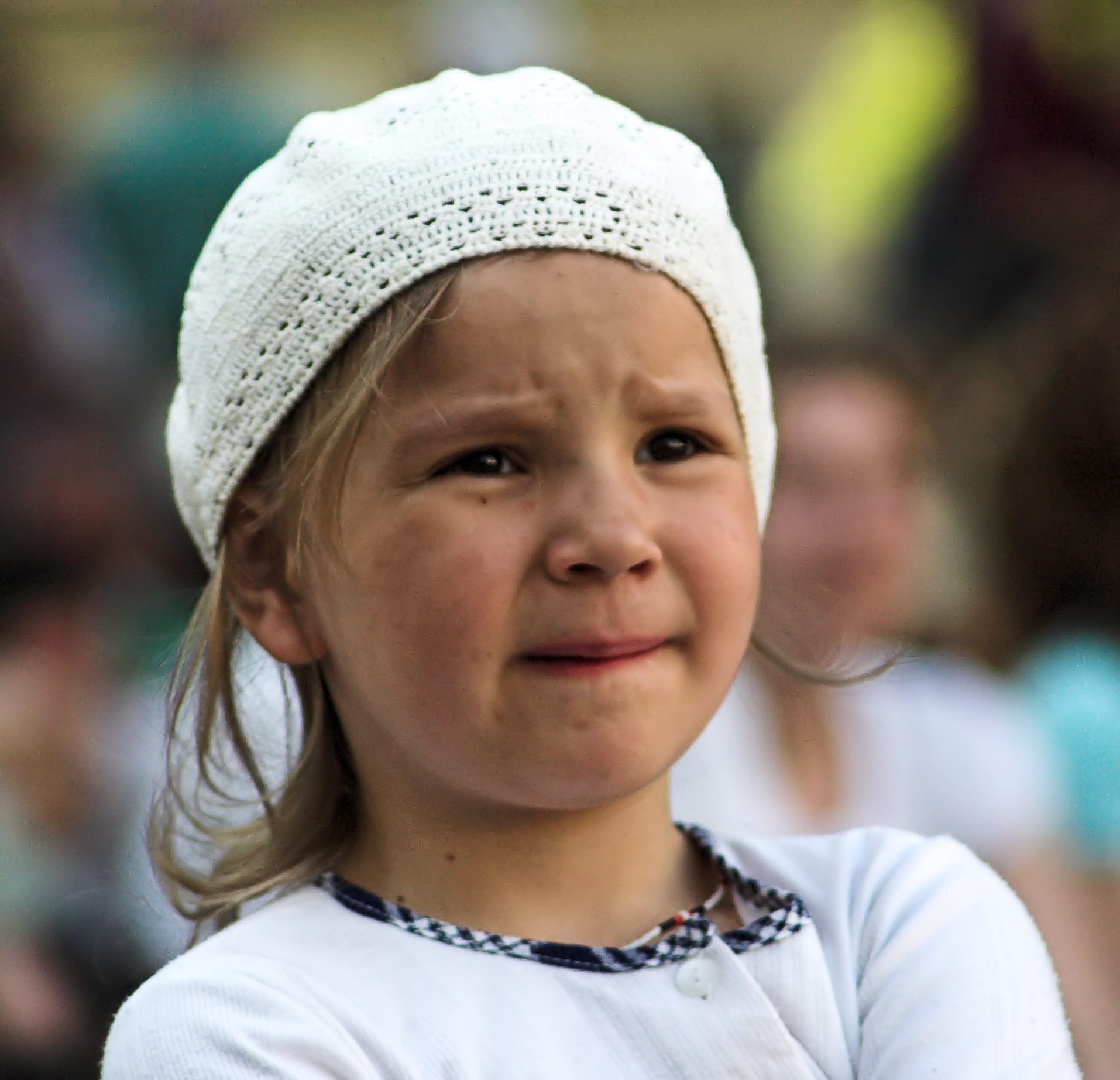
Una bambina che sembra preoccupata

Psicologicamente, la preoccupazione fa parte della cognizione perseverativa (un termine collettivo che include il pensare continuamente agli eventi negativi nel passato o nel futuro). Come emozione, la preoccupazione è causata dall'ansia o dall'inquietudine per un problema reale o immaginario, spesso questioni personali come la salute o le finanze, o questioni più ampie esterne come l'inquinamento ambientale, la struttura sociale o il cambiamento tecnologico. È una risposta naturale ai problemi futuri previsti. L'eccessiva preoccupazione è una caratteristica diagnostica primaria del disturbo d'ansia generalizzato. La maggior parte delle persone vive periodi di preoccupazione di breve durata nella propria vita senza incidenti; in effetti, una lieve quantità di preoccupazione ha effetti positivi, se spinge le persone a prendere precauzioni (ad es. allacciare la cintura di sicurezza o acquistare un'assicurazione) o evitare comportamenti rischiosi (ad es. far arrabbiare animali pericolosi o il binge drinking), ma persone eccessivamente preoccupate sopravvalutano i pericoli futuri nelle loro valutazioni e tendono a ingigantire la situazione in un circolo vizioso che provoca stress. La sopravvalutazione si verifica perché le risorse analitiche sono una combinazione di locus esterno di controllo, esperienze personali e errori di opinione. È anche più probabile che le persone cronicamente preoccupate manchino della fiducia nella loro capacità di risolvere i problemi, percepiscano i problemi come minacce, si sentano facilmente frustrate quando affrontano un problema e siano pessimisti circa il risultato degli sforzi per cercare di risolverlo.
Le persone seriamente ansiose hanno difficoltà a controllare la propria preoccupazione e in genere manifestano sintomi come irrequietezza, affaticamento, difficoltà di concentrazione, irritabilità, tensione muscolare e disturbi del sonno.

## Teorie

### Modello di evitamento
Il modello di evitamento della preoccupazione (avoidance model of worry, AMW) ipotizza che la preoccupazione sia un'attività linguistica verbale basata sul pensiero, che nasce come un tentativo di inibire immagini mentali vivide e l'attivazione somatica ed emotiva associata. Questa inibizione preclude l'elaborazione emotiva della paura che è teoricamente necessaria per il successo nell'abituarsi e l'estinguere degli stimoli temuti. La preoccupazione non è sempre necessaria a causa del fatto che la maggior parte delle preoccupazioni non si verificano realmente, sostituendo la preoccupazione con la sensazione di aver controllato con successo la situazione temuta, senza le spiacevoli sensazioni associate all'esposizione.

### Modello cognitivo
Questo modello spiega che la preoccupazione patologica è un'interazione tra processi involontari, come mancanza abituale di attenzione e errori di interpretazione che favoriscono l'intimidazione della minaccia, e processi volontari, come il controllo dell'attenzione. I pregiudizi di elaborazione emotiva influenzano la probabilità di rappresentazioni di minacce nella consapevolezza personale come intrusione di pensieri negativi o positivi. A livello precosciente, questi processi influenzano la competizione tra le rappresentazioni mentali, in cui alcuni corrispondono al potere assertivo della preoccupazione con un processo cognitivo compromesso e altri al potere preventivo della preoccupazione con controllo attento o vigilanza esaustiva. I pregiudizi determinano il grado di minaccia e la natura del contenuto della preoccupazione, la preoccupazione tenta di risolvere la minaccia percepita e il riorientamento di anticipazioni, risposte e capacità di risposta in tali situazioni.
Alcuni rispondono a rappresentazioni mentali in uno stato incerto o ambiguo riguardo all'evento stressante o sconvolgente. In questo stato l'interessato è tenuto in uno stato di preoccupazione perpetua. Questo perché la disponibilità di un numero schiacciante (forse 2 o 3, a seconda dell'individuo incline alla preoccupazione) di possibilità di risultati che possono essere generati, mette il preoccupante in una crisi minacciosa e focalizzano volontariamente il loro controllo dell'attenzione sui potenziali risultati negativi, mentre altri preferiscono impegnarsi in un modo costruttivo alla risoluzione dei problemi e in un approccio benigno piuttosto che farsi vincere da una esagerata previsione del possibile risultato negativo.

## Nella filosofia
Pensatori greci come il filosofo stoico Epictetus e Seneca sconsigliarono di preoccuparsi. Albert Ellis, l'inventore della terapia cognitivo comportamentale, è stato ispirato dalle idee terapeutiche degli stoici.

## Nella religione

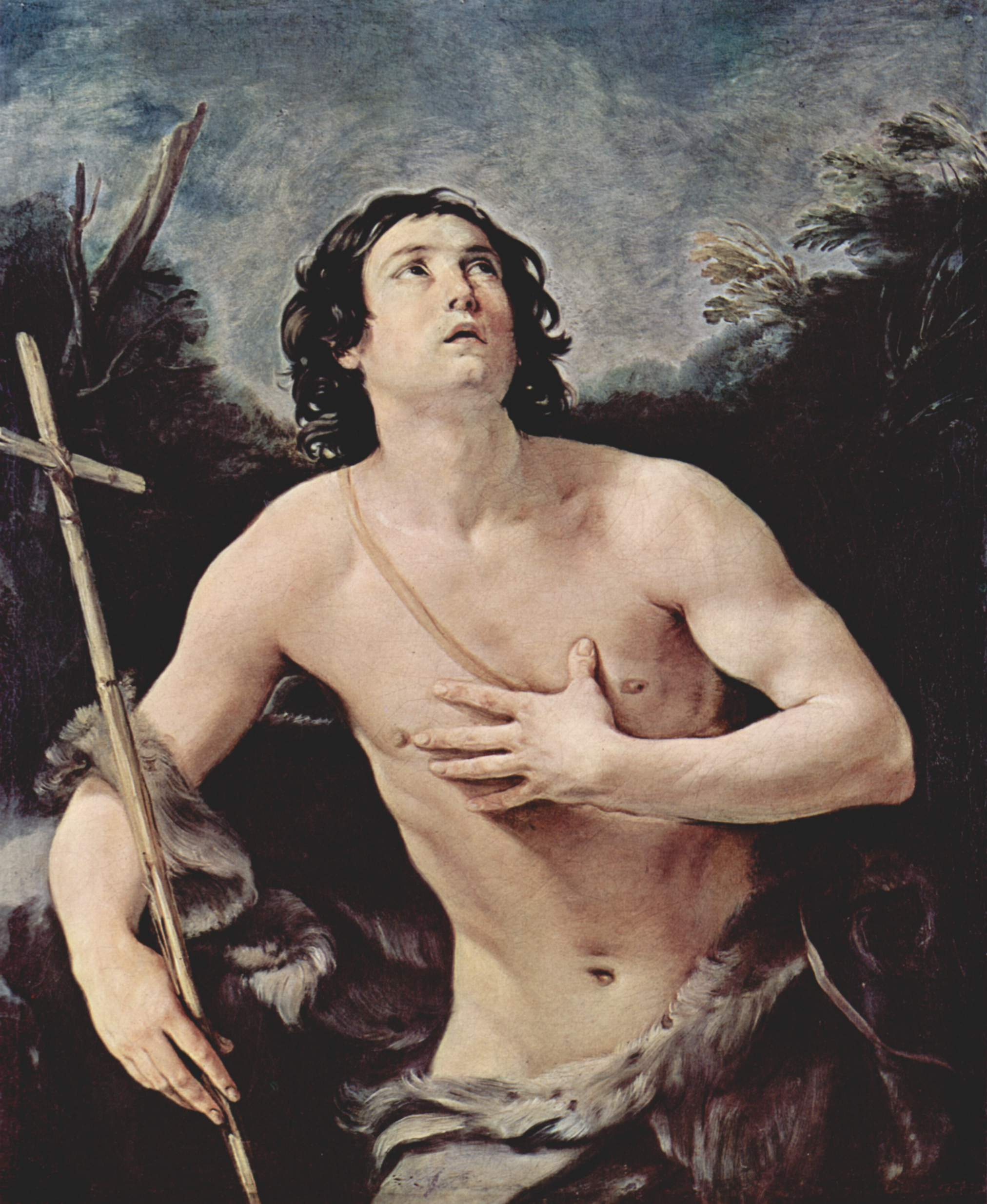
Questo dipinto di Giovanni Battista del XVII secolo che ritrae Guido Reni raffigura angoscia e preoccupazione

La parola biblica usata per la preoccupazione (in ebraico דָּאַג‎?, daag) la considera come una forma combinata di paura e dolore che influenza il nephesh, la totalità del nostro essere. La bibbia promuove un approccio di aumento della tolleranza alla preoccupazione, ad esempio il Salmo 94 recita: 
Quand'ero turbato da grandi preoccupazioni, il tuo conforto ha alleviato l'anima mia.
Nel Nuovo Testamento, il Vangelo di Matteo incoraggia: 
E chi di voi può con la sua preoccupazione aggiungere un'ora sola alla durata della sua vita?... Non siate dunque in ansia per il domani, perché il domani avrà già le sue inquietudini. A ciascun giorno basta la sua pena.
La parola greca usata per "preoccuparsi" è "merimnaō", che significa essere in ansia o essere turbati dalle preoccupazioni. 
San Paolo scrive alla chiesa filippina, "Non siate in ansietà per cosa alcuna" e nelle epistole pastorali, 2 Timoteo 1:7 incoraggia: 
Dio infatti non ci ha dato uno spirito di paura, ma di forza, di amore e di disciplina.
Allo stesso modo Giacomo 1:2-4 motiva con gioia le prove di qualsiasi tipo, perché producono resistenza (forza e coraggio), mentre San Pietro rincuora: 
Umiliatevi dunque sotto la potente mano di Dio, affinché egli vi innalzi a suo tempo; gettando su di lui ogni vostra preoccupazione, perché egli ha cura di voi.
Un insegnante spirituale indiano, Meher Baba, affermò che la preoccupazione è causata dai desideri e può essere superata attraverso il distacco: 
La preoccupazione è il prodotto dell'immaginazione febbrile che lavora sotto lo stimolo dei desideri... È un risultato necessario dell'attaccamento al passato o al futuro atteso, e persiste sempre in una forma o nell'altra fino a quando la mente non è completamente staccata da tutto.

## Gestione
La preoccupazione è causata dall'esposizione a un potenziale evento scatenante, esperienza traumatica o vulnerabilità; questo porta pensieri e sentimenti preoccupanti che provocano reazioni di stress fisico e risposte per evitare comportamenti preoccupanti, per garantire l'allostasi. Ma durante la crisi questa attività si nutre dei primi pensieri e sentimenti preoccupanti che generano e rafforzano il circolo vizioso delle preoccupazioni. Il rilassamento, la valutazione del rischio, l'esposizione alla preoccupazione e la prevenzione del comportamento si sono dimostrati efficaci nel ridurre l'eccessiva preoccupazione, una caratteristica principale del disturbo d'ansia generalizzato. Le tecniche cognitive comportamentali non si sono ramificate abbastanza per affrontare il problema in modo olistico, ma la terapia può controllare o ridurre le preoccupazioni.